# Zoniopoda similis
Zoniopoda similis är en insektsart som beskrevs av Bruner, L. 1906. Zoniopoda similis ingår i släktet Zoniopoda och familjen Romaleidae. Inga underarter finns listade i Catalogue of Life.